# Fernando Aristeguieta
Fernando Aristeguieta (Caracas, Venezuela; 9 de abril de 1992) es un exfutbolista venezolano y Director técnico. Actualmente dirige al Caracas F. C. de la Primera División de Venezuela. 
En su infancia, disputó varios torneos internacionales. Marca un gol al Trujillanos Fútbol Club en su debut como profesional con el Caracas Fútbol Club. A los 20 años fue el líder goleador del Torneo Apertura 2012 al anotar 14 dianas. En su primer semestre en Europa, logra ascender con su equipo a la Ligue 1.
Es el único jugador de la historia del Caracas que ha marcado una tripleta en el Clásico del fútbol venezolano entre los dos equipos más populares del país: Caracas Fútbol Club y el Deportivo Táchira Fútbol Club. También se convirtió en el primer jugador venezolano en la historia Ligue 1 de Francia, en marcar gol. 
El 7 de agosto de 2011 anota su primer gol con la Selección de fútbol de Venezuela ante El Salvador.
Marcó el primer gol de la historia del Mazatlán Fútbol Club el día 11 de julio de 2020 contra el Club Deportivo Guadalajara.

## Biografía

### Estudios
Estudió en el Colegio San Ignacio de Loyola, desarrollando un buen desenvolvimiento escolar. Con tan solo 8 años recibió por parte de la Alcaldía del Municipio Baruta el premio a la excelencia educativa. También logró representar a su colegio en las Olimpiadas Recreativas de Matemática en cinco ocasiones, logrando en el 2006 el subcampeonato. En el verano del año 2007 y 2008 realizó estudios de inglés en la institución Cushing Academy, ubicada en la ciudad de Ashburnham (Massachusetts), logrando así el dominio total del idioma. Durante estos años, tomó la decisión de dejar los estudios para enfocarse completamente al fútbol, provocando riñas con sus padres. Aristeguieta sugería graduarse después en un liceo para deportistas o en un parasistema, pero optó por finalizar en su escuela. En julio de 2010 obtuvo el título de bachiller con un promedio de dieciséis puntos sobre veinte. Se casó en el 2017 con Linden Azcunes.  Tienen un hijo juntos,llamado Lucas Aristeguieta, nacido el 6 de junio de 2019. En julio de 2020 anunciaron que estaban esperando una niña llamada Sofía Alexandra.

### Deporte
A los 7 años ingresó en la escuela de fútbol del Loyola, teniendo como entrenador al exjugador del Caracas Fútbol Club y de la selección de fútbol de Venezuela, Leopoldo Páez Pumar, a quien Fernando considera como su mentor tanto fuera como dentro de la cancha. Simultáneamente era practicante del tenis, participando en torneos a nivel regional, nacional e internacional, e inclusive, en el año 2002 la Federación Venezolana de Tenis diseñó el ranking de la categoría de 10 años, en donde Fernando Aristeguieta se ubicaba en el cuarto lugar. En dicha lista, se encontraba como líder David Souto, quien actualmente está en el primer lugar del ranking de tenis profesional masculino de Venezuela. Sin embargo, en el mismo año de la publicación, Aristeguieta decidió retirarse del tenis para especializarse en el fútbol. 
Como futbolista, representó a su colegio en la Liga Deportiva Colegial de Caracas y en la Liga César Del Vecchio. Asimismo, disputó diversos campeonatos internacionales en ciudades europeas tales como Barcelona, Gotemburgo, Regina, Milán (elegido mejor del torneo), San Sebastián y Dallas. A los 15 años dejó el Loyola para unirse al equipo de fútbol del Centro Italo Venezolano. Dos meses más tarde se unió al Caracas Fútbol Club

## Carrera

### Caracas F.C.
En su primer año en el club, logró alcanzar el Campeonato Nacional sub-17 de la temporada 2007-2008, quedando como líder goleador al concretar 21 dianas. Fernando, rechazó ofertas de equipos como CD Tenerife, Real Oviedo, Grasshopper y Grêmio de Porto Alegre para continuar sus estudios.
Debutó en la Primera División de Venezuela con el Caracas Fútbol Club en la temporada 2009-2010. En su primera campaña disputó 20 partidos y 6 veces anotó, marcando su primer gol como profesional en su debut ante Trujillanos, en la ciudad de Valera. El 10 de marzo de 2010 debuta en torneo internacional, al entrar en el minuto 77 por Rafael Castellín, en el partido de la Copa Libertadores 2009 ante el Flamengo, aquel partido fue el último de Noel "Chita" Sanvicente dirigiendo al Caracas FC. 
El 31 de julio de 2010 sufrió una rotura de los ligamentos cruzados de la rodilla izquierda que lo iba a mantener alejado de las canchas 9 meses perdiéndose la Copa Sudamericana 2011 y el Sudamericano Sub-20 2011. Vuelve a las canchas el 27 de abril cuando Ceferino Bencomo lo substituye en el partido contra el Deportivo Petare a 8 minutos del final con la finalidad de remontar el resultado adverso de 1-2 que posteriormente fue lograda. En los 4 partidos que restaban sólo jugó 2 y disputó entre esos 32 minutos.
La temporada 2011-2012 fue el renacer del delantero pelirrojo, del que pocos esperaban después de su dolorosa lesión. En la primera jornada contra el Trujillanos jugó 26 minutos. Marca su primer gol de la temporada contra el Tucanes de Amazonas en Puerto Ayacucho cuando había entrado en el minuto 67, a partir de ahí fue premiado con la titularidad. El próximo partido ante Llaneros de Guanare marcó dos goles, dicho partido se disputó en dos días debido a fallas eléctricas. La jornada siguiente repitió esa hazaña ante Mineros de Guayana en el Estadio Olímpico de la UCV al marcar dos de los cuatro goles que le encajaron al equipo negriazul, las 2 jornadas siguientes también marcó y así logró una racha de 4 jornadas consecutivas anotando. A partir de ahí, el delantero empezó a ser más querido y reconocido por los aficionados rojos que ocasionalmente coreaban antes del partido "Aristeguieta, Aristeguieta". Ya habiendo pasado una larga lesión de 9 meses, Colorado todavía seguía teniendo problemas en la rodilla ya que en 2 ocasiones de la temporada recibió lesiones de corta duración. En el Torneo Clausura 2012, marcó tan solo 4 goles. En este tiempo fue muy criticado la poca producción de jugadas en el ataque y la falta de gol. Se tuvieron que conformar con quedar segundos en la tabla de posiciones.
Para la temporada 2012-2013 se buscaron refuerzos en la ofensiva con el uruguayo Rino Lucas, el chileno Sebastián "Chamagol" González y la vuelta de Daniel Febles, la actuación de Aristeguieta se vio mermada en los partidos más importantes por la llegada de los dos jugadores extranjeros. Se estrena en las redes el 29 de agosto contra el Atlético Miranda por Copa Venezuela. Las malas actuaciones del delantero chileno en los primeros partidos de la temporada y la enfermedad de la hija de Rino Lucas, (que por esto tuvo que ir por unas semanas a Uruguay) ayudaron a que Aristeguieta ganase más oportunidades. En el partido de vuelta contra Atlético Miranda anota 2 goles y clasifican con un global de 7-6. Dejan en la banca a Chamagol, para que Aristeguieta juegue de titular ante Zulia y marque. Al siguiente partido vuelve a anotar contra el Atlético El Vigía disputando todos los minutos. Anota el tercer doblete de su carrera el 21 de octubre de 2012 contra el Real Esppor Club. El día 18 del siguiente mes, cuaja una excelente actuación al conseguir su primera tripleta ante el Llaneros de Guanare, siendo parte fundamental ya que el equipo logró ganar 4-1. Repite esta acción el 9 de diciembre contra el Deportivo Táchira en el Polideportivo Pueblo Nuevo siendo así, el único jugador del Caracas que le ha marcado tres goles a su archirrival. Finalizó en el Torneo Apertura 2012 como líder en la tabla de goleadores al anotar 14 dianas que no ayudaron a su equipo a pasar del segundo lugar.

### F.C. Nantes
Después de aprobar los exámenes médicos y psicológicos, el 10 de enero de 2013 firmó un contrato de seis meses como cedido con opción a compra con el FC Nantes de la Ligue 2 de Francia. 
Debutó el 19 de enero después de entrar en el minuto 87 en el encuentro ante el Laval. A los minutos tuvo la oportunidad de marcar de cabeza, sin embargo el balón pasó a centímetros del poste. Debuta como titular el 22 de enero en el partido de la Copa de Francia contra el Épinal con resultado de 1-1.
El 2 de febrero de 2013 anota un doblete en el partido ante el Le Mans Football Club. El primero surgió en el minuto 7 tras un centro desde la izquierda que Aristeguieta duerme con el pecho para después rematar. El segundo llega en el minuto 82 mediante una definición con la zurda para darle el 0-3 definitivo a su equipo. El 15 de abril anota su primer triplete con el equipo francés ante el LB Châteauroux. Además de esto ocasionó la segunda tarjeta amarilla de un rival. Once días después anota el único gol del encuentro contra el Niort FC. El 16 de mayo, Fernando Aristeguieta fue elegido el mejor jugador del mes de abril con el 46% de los votos. El viernes 17 de mayo el Nantes aseguró su ascenso a la Ligue 1 tras vencer al CS Sedan 1-0.
El Nantes aplicó la opción de compra por 1.2 millones de euros, extendiéndole el contrato por 3 años. Le fue otorgado el dorsal número 10 y comparte vestuario con los venezolanos Gabriel Cichero y Oswaldo Vizcarrondo, con quien Aristeguieta se había fotografiado en su primer entrenamiento con el equipo mayor del Caracas Futbol Club.

### Getafe C.F.
En el mercado de invierno de la temporada 14/15 Fernando es cedido al Getafe Club de Fútbol de la primera división española, estipulándose una opción de compra al finalizar la misma. Por problemas administrativos del club español, el jugador no puede ser inscrito en la liga y vuelve al Nantes después de realizar únicamente varios entrenamientos con el club de la capital de España.

### Philadelphia Union
Previo a su corto traspaso al Getafe C.F., el club norteamericano se interesó en los servicios de "El Colorado". Posterior a su regreso a Francia, los propietarios del Philadelphia Union volvieron a iniciar negociaciones con el conjunto galo para incluir al jugador venezolano en su roster, logrando así el traspaso en febrero de 2015. Debutó el 7 de marzo en el empate sin goles contra Colorado Rapids disputando todos los minutos. La siguiente jornada, 15 de marzo volvió a ser alineado desde el principio y anotó un doblete en el empate a tres contra Real Salt Lake. Un mes después vuelve a marcar en la derrota 3-2 ante el equipo de su compatriota Bernardo Añor, Sporting Kansas City. Después del mes de mayo perdió la titularidad y es utilizado como substituto.

### América de Cali
El 31 de julio de 2018 es confirmado como nuevo refuerzo del América de Cali de la Categoría Primera A de Colombia en reemplazo del actual goleador Cristian Martínez Borja quien es fichado por un equipo ecuatoriano. En sus inicios con el equipo americano, deja buena impresión por su entrega y sacrificio en cancha, demostrando que es un jugador con buena movilidad y manejo de pelota. Debuta el 5 de agosto en el empate a cero goles contra Independiente Santa Fe, el 15 marca sus primeros dos goles con el club en el 2-0 sobre Itagüí Leones por la Copa Colombia 2018. El 12 de septiembre marca su primer por Liga en el empate a dos goles como visitantes contra Alianza Petrolera. El 10 de noviembre marca su último gol del año en la victoria 2 a 1 contra La Equidad en Bogotá.

Al final del año marca un total de 7 goles con América. Cinco goles anotó en 15 partidos de Liga y 2 goles en un partido de Copa.
El 27 de enero debuta en el 2019 marca el gol de la victoria 2 por 1 en su visita a Alianza Petrolera siendo la figura del partido, el 31 marca doblete para la victoria 3 por 1 sobre el Deportes Tolima. El 3 de febrero marca el gol del empate a un gol contra Patriotas Boyacá. El 16 de febrero marca si primer hat-trick con el club escarlata en la goleada 3 por 0 sobre el Independiente Medellín siendo escogido la figura de la fecha en Colombia, además llegando a siete goles en cinco partido, empezando como el goleador del torneo.

### Monarcas Morelia
El 1 de julio de 2019 llega libre proveniente del América de Cali al Monarcas Morelia de la Primera División de México, con contrato hasta 2022.

### Mazatlán F.C
El 2 de junio del 2020 el Monarcas Morelia es cambiado de directiva, de sede (a la ciudad de Mazatlán del estado de Sinaloa) y de nombre, pasando a llamarse Mazatlán F.C.
El 11 de julio, Aristiguieta marca el primer gol en la historia del club en una copa amistosa. El 7 de agosto consiguen su primera victoria oficial en la Liga MX y Fernando marca el primer doblete en la historia del club. 

### Club Puebla
El 17 de junio del 2021 llegaría al Club Puebla de la Liga MX.

## Selección nacional

### Categorías inferiores

#### Selección sub-15
Inició su participación en la selección venezolana en esta categoría al competir en el Campeonato Sudamericano Sub-15 de 2007 disputado en Porto Alegre. Aristeguieta logró ser el goleador de su equipo con tres tantos, obteniendo la descalificación debido a la diferencia de goles.

#### Selección sub-17
Estuvo presente en 48 partidos amistosos de la categoría sub-17 en preparación al Campeonato Sudamericano Sub-17 de 2009 en la ciudad de Iquique, en donde el combinado vinotinto acabó en la última posición de su grupo. También participó en los Juegos Bolivarianos de 2009 anotando 1 gol en torneo en el que la Selección Nacional de Venezuela conquistó la medalla de bronce.

### Selección mayor
Hizo su debut en Japón, causando comentarios positivos sobre su actuación. Aristeguieta utilizó el dorsal número 7 y fue sustituido por Alexander Rondón. Fue nuevamente convocado a la selección mayor para el amistoso frente a la Selección de fútbol de Chile, siendo este el último partido de la era Bielsa.
Posteriormente fue convocado para el partido contra la Selección de fútbol de El Salvador, el primero después de concluida la Copa América 2011, marcando un gol en este partido, gracias a una asistencia de Yonathan Del Valle. Días después jugó su cuarto partido ante la Selección de fútbol de Honduras. En septiembre de 2011 disputó su quinto partido amistoso contra la Selección de fútbol de Guinea en el Estadio Olímpico de la UCV.
El 7 de octubre hace su debut en partido oficial con la Selección de Fútbol de Venezuela, en el encuentro de la primera jornada de las Eliminatorias al Mundial 2014 contra la Selección de Ecuador en el Estadio Atahualpa de Quito. Después de un año sin jugar con la selección venezolana, disputa cinco minutos en el partido celebrado el 14 de noviembre de 2012 ante Nigeria.
Sorprendentemente, fue colocado como titular en el partido de la duodécima jornada de las Eliminatorias ante Colombia. Con el dorsal 9, tuvo dos ocasiones claras, entre estas, una fue sacada desde la raya de gol por un defensor colombiano. Finalmente su equipo gana 1-0 en el Estadio Cachamay.

#### Participaciones en eliminatorias mundialistas
| Eliminatorias              | Resultado  | Partidos | Goles |
| -------------------------- | ---------- | -------- | ----- |
| Eliminatorias Mundial 2014 | 6.º lugar  | 5        | 0     |
| Eliminatorias Mundial 2022 | 10.º lugar | 2        | 0     |

#### Participaciones en Copas América
| Copa              | Sede   | Resultado        | Partidos | Goles |
| ----------------- | ------ | ---------------- | -------- | ----- |
| Copa América 2019 | Brasil | Cuartos de final | 0        | 0     |
| Copa América 2021 | Brasil | Fase de grupos   | 3        | 0     |

#### Goles internacionales
| Gol | Fecha               | Sede                                                         | Oponente    | Marcador | Resultado | Competencia |
| --- | ------------------- | ------------------------------------------------------------ | ----------- | -------- | --------- | ----------- |
| 1.  | 7 de agosto de 2011 | Robert F. Kennedy Memorial, Washington D. C., Estados Unidos | El Salvador | 0 – 1    | 2 – 1     | Amistoso    |

## Clubes
| Club               | País           | Año       |
| ------------------ | -------------- | --------- |
| Caracas F.C.       | Venezuela      | 2009-2012 |
| F.C. Nantes        | Francia        | 2013-2017 |
| Philadelphia Union | Estados Unidos | 2015      |
| Red Star           | Francia        | 2016      |
| Nacional           | Portugal       | 2017      |
| Caracas F.C.       | Venezuela      | 2017-2018 |
| América de Cali    | Colombia       | 2018-2019 |
| Monarcas Morelia   | México         | 2019-2020 |
| Mazatlán F.C.      | México         | 2020-2021 |
| Club Puebla        | México         | 2021-2023 |
| Caracas F.C.       | Venezuela      | 2023      |

## Estadísticas

### Clubes
Actualizado al ultimo partido jugado el 29 de enero de 2022.
| Club                              | Temporada     | Liga  | Liga  | Copa nacionales | Copa nacionales | Copa internacionales | Copa internacionales | Total | Total |
| Club                              | Temporada     | Part. | Goles | Part.           | Goles           | Part.                | Goles                | Part. | Goles |
| --------------------------------- | ------------- | ----- | ----- | --------------- | --------------- | -------------------- | -------------------- | ----- | ----- |
| Caracas · Venezuela               | 2009–10       | 20    | 6     | 1               | 0               | 2                    | 0                    | 23    | 6     |
| Caracas · Venezuela               | 2010–11       | 3     | 0     | 0               | 0               | -                    | -                    | 3     | 0     |
| Caracas · Venezuela               | 2011–12       | 31    | 11    | 6               | 0               | 3                    | 1                    | 40    | 12    |
| Caracas · Venezuela               | 2012-13       | 17    | 14    | 5               | 4               | 4                    | 0                    | 26    | 18    |
| Caracas · Venezuela               | 2017-18       | 27    | 15    | 2               | 1               | 2                    | 1                    | 31    | 17    |
| Caracas · Venezuela               | Total club    | 98    | 46    | 14              | 5               | 11                   | 2                    | 123   | 53    |
| Nantes Francia                    | 2012-13       | 17    | 7     | 1               | 0               | -                    | -                    | 17    | 7     |
| Nantes Francia                    | 2013-14       | 22    | 2     | 3               | 1               | 5                    | 0                    | 30    | 3     |
| Nantes Francia                    | 2014-15       | 6     | 0     | 2               | 0               | -                    | -                    | 8     | 0     |
| Nantes Francia                    | 2016          | 5     | 0     | 1               | 0               | -                    | -                    | 6     | 0     |
| Nantes Francia                    | Total club    | 50    | 9     | 7               | 1               | 5                    | 0                    | 62    | 10    |
| Philadelphia Union Estados Unidos | 2015          | 21    | 5     | 1               | 0               | -                    | -                    | 22    | 5     |
| Philadelphia Union Estados Unidos | Total club    | 21    | 5     | 1               | 0               | 0                    | 0                    | 22    | 5     |
| Red Star Francia                  | 2016          | 8     | 1     | -               | -               | -                    | -                    | 8     | 1     |
| Red Star Francia                  | Total club    | 8     | 1     | 0               | 0               | 0                    | 0                    | 8     | 1     |
| C. D. Nacional · Venezuela        | 2017          | 13    | 1     | -               | -               | -                    | -                    | 13    | 1     |
| C. D. Nacional · Venezuela        | Total club    | 13    | 1     | 0               | 0               | 0                    | 0                    | 13    | 1     |
| América de Cali · Colombia        | 2018          | 15    | 5     | 1               | 2               | -                    | -                    | 16    | 7     |
| América de Cali · Colombia        | 2019          | 21    | 14    | 0               | 0               | -                    | -                    | 21    | 14    |
| América de Cali · Colombia        | Total club    | 36    | 19    | 1               | 2               | 0                    | 0                    | 37    | 21    |
| Monarcas Morelia · México         | 2019          | 21    | 6     | 2               | 0               | -                    | -                    | 23    | 6     |
| Monarcas Morelia · México         | 2020          | 10    | 2     | 4               | 2               | -                    | -                    | 14    | 4     |
| Monarcas Morelia · México         | Total club    | 30    | 8     | 6               | 2               | 0                    | 0                    | 36    | 10    |
| Mazatlán F. C. · México           | 2020          | 16    | 4     | 0               | 0               | -                    | -                    | 16    | 4     |
| Mazatlán F. C. · México           | 2021          | 15    | 3     | 0               | 0               | -                    | -                    | 15    | 3     |
| Mazatlán F. C. · México           | Total club    | 31    | 7     | 0               | 0               | -                    | -                    | 31    | 7     |
| C. Puebla · México                | 2022          | 32    | 9     | 0               | 0               | -                    | -                    | 32    | 9     |
| C. Puebla · México                | Total club    | 32    | 9     | 0               | 0               | -                    | -                    | 32    | 9     |
| Total carrera                     | Total carrera | 320   | 98    | 29              | 10              | 32                   | 9                    | 349   | 110   |

### Hat-tricks
| 1 | 18 de noviembre de 2012 | Olímpico de la UCV, Caracas                  | Caracas - Llaneros de Guanare |  | 3 - 1 | Torneo Apertura 2012 |
| 2 | 9 de diciembre de 2012  | Polideportivo de Pueblo Nuevo, San Cristóbal | Deportivo Táchira - Caracas   |  | 1 - 3 | Torneo Apertura 2012 |
| 3 | 16 de febrero de 2019   | Estadio Olímpico Pascual Guerrero, Cali      | América de Cali - Medellín    |  | 3 - 0 | Torneo Apertura 2019 |
| 4 | 5 de marzo de 2022      | Estadio Azteca, Ciudad de México             | Cruz Azul - Puebla            |  | 1 - 3 | Torneo Clausura 2022 |

## Palmarés

### Campeonatos nacionales
| Título                        | Club    | País      | Año     |
| ----------------------------- | ------- | --------- | ------- |
| Copa Venezuela                | Caracas | Venezuela | 2009    |
| Primera División de Venezuela | Caracas | Venezuela | 2009-10 |

### Distinciones individuales
| Título                              | Club    | País      | Año  |
| ----------------------------------- | ------- | --------- | ---- |
| Máximo goleador del Torneo Apertura | Caracas | Venezuela | 2012 |
| Máximo goleador del año             | Caracas | Venezuela | 2012 |